# Keresztet ábrázoló zászlók képtára
Ez a galéria kereszt motívumot ábrázoló zászlókat mutat be.

## Latin kereszt

Arklow zászló
Asztúria zászlaja
Keresztény zászló
Montserrat zászlaja
Pernambuco
Tucumán tartomány

## Egyenlő oldalú (Görög) kereszt

Galícia zászlaja (állami)
Gdańsk
Grúzia zászlaja
Görögország zászlaja
Guernsey zászlaja
Madeira zászlaja
Málta zászlaja
Málta tengeri orr-árbóc lobogója
Midi-Pyrénées
Santa Cruz de Mompox
Schwyz kanton
Svájc zászlaja
Tonga zászlaja
Utrecht

## Máltai kereszt

Wallis és Futuna zászlaja

## Lorraine keresztje (Kettős kereszt)

Szlovákia zászlaja
Szabad Franciaország zászlaja

## Szimmetrikus kereszt

Alderney zászlaja
Anglia zászlaja
Bahama-szigetek polgári zászlaja
Bahama-szigetek tengerészeti zászlaja
Barbados tengerészeti zászlaja
Barceloneta, Puerto Rico
Brazília tengeri orr-árbóc lobogója
Brit-Kolumbia zászlaja
Kroaz Du zászló, Bretagne
Cornwall
A Dominikai Közösség zászlaja
A Dominikai Köztársaság zászlaja
Eureka zászló
A máltai lovagrend zászlaja
Észak-Írország zászlaja
Genova
Grúzia zászlaja
Grito de Lares zászló
Groningen holland tartomány zászlaja
Guernsey zászlaja
Herm zászlaja
Baszkföld zászlaja, (Ikurriña)
India tengerészeti zászlaja
Jamaica tengerészeti zászlaja
London
Marseille
Martinique zászlaja
Milano
Montréal
Muscogee Nemzet
Nagy-Britannia zászlaja
Nagy-Britannia tengerészeti zászlaja
Parma
Piemonte, Olaszország
ICS zászló romeo
Oroszország tengerészeti zászlaja
Québec zászlaja
Sark
Sitges
Saint-Pierre és Miquelon zászlaja
Szent Dávid zászlaja
Torino
Toulon
Trinidad és Tobago tengerészeti zászlaja
Verona
Walesi egyház zászlaja
ICS zászló x-ray

## Skandináv kereszt
Lásd még: Skandináv keresztet ábrázoló zászlók képtára

Åland zászlaja
Aldtsjerk, Hollandia
Andalucía, Kolumbia
Barra zászlaja (nem hivatalos)
Bayamón, Puerto Rico
Bornholm zászlaja (nem hivatalos)
Calais
Dánia zászlaja
Kelet-Karélia
Finnország zászlaja
Feröer zászlaja
Izland zászlaja
Normandia zászlaja (nem hivatalos)
Norvégia zászlaja
Az Orkney-szigetek zászlaja
Az Orkney-szigetek zászlaja (nem hivatalos)
Shetland zászlaja
Skåne zászlaja
Dél-Uist (nem hivatalos)
Svédország zászlaja
A Vepszek zászlaja
Yorkshire (nem hivatalos)

## Andráskereszt

NATO jelző zászló 4
NATO jelző zászló 5
Alabama zászlaja
Amszterdam
Belgium tengerészeti zászlaja
Breda
Burundi zászlaja
Az Amerikai Konföderációs Államok hadi zászlaja
Florida zászlaja
Baszkföld zászlaja, (Ikurriña)
Jamaica zászlaja
Jersey zászlaja
Mercia Királyság hagyományos zászlaja
ICS zászló mike
Monterrey, Kalifornia
Nagy-Britannia zászlaja
Novorosszija zászlaja
Nova Scotia zászlaja
Oroszország tengerészeti zászlaja
Oroszország tengeri orr-árbóc lobogója
Potchefstroom
Skócia zászlaja
Szent Patrik zászlaja
Tallahassee, Florida
Wallis és Futuna zászlaja
Tenerife
Új-Spanyolország zászlaja (1506-1785)
ICS zászló victor
Eibar, Spanyolország

## Szvasztika/Horogkereszt

A Harmadik Birodalom és az NSDAP zászlaja
Finnország elnöki zászlaja
Finn Légierő Parancsnokság zászlaja
A finn Utti Jaeger ezred zászlaja
Dzsainista zászló
Az Orosz Fasiszta Párt zászlaja
A Nemzetiszocialista Egységpárt zászlaja
A Nemzetiszocialista Holland Munkáspárt zászlaja
Kuna Yala zászlaja
A Dayar Mongol neonáci szervet zászlaja

## Más keresztek

Fransaskois
Jefferson, kilépni tervező állam javaslata (kettős kereszt)
A NATO zászlaja (iránytű)
Portland, Oregon (iránytű)